# 1983 Bok
1983 Bok este un asteroid din centura principală, descoperit pe 9 iunie 1975 de Elizabeth Roemer.